# Entomophaga ptychopterae
Entomophaga ptychopterae är en svampart som först beskrevs av S. Keller & Eilenberg, och fick sitt nu gällande namn av A.E. Hajek & Eilenberg 2003. Entomophaga ptychopterae ingår i släktet Entomophaga och familjen Entomophthoraceae.   Inga underarter finns listade i Catalogue of Life.